# Рая Кунчева
Рая Тодорова Кунчева е български литературен историк, стиховед.

## Биография
Родена е на 8 ноември 1951 г. в София.

### Образование
Завършва българска филология в Софийския държавен университет (1976). Докторант в Ленинградския държавен университет (1977 – 1979), където защитава дисертация на тема „Влиянието на руската поезия при формирането на българския силаботоничен стих“ (1979).

### Професионално развитие
Работи в Секция „Теория на литературата“ на Института за литература при БАН, където последователно е филолог специалист (1980), н. с. II ст. (1982), н. с. I ст. (1984), ст.н. с. II ст. (1994). Научен секретар (1995 – 1999). Преподавала в Софийския университет „Св. Климент Охридски“ (1987), Пловдивския университет „Паисий Хилендарски“ (1990, 1993 – 1994, 1998), Нов български университет (1994).
Научните приноси на Рая Кунчева са в областта на стихознанието, литературната семантика, теориите за метафората и значението.
От 1999 г. Рая Кунчева е директор на Института за литература при БАН.

### Монографии
- Стихът като възможност за избор. София: УИ Климент Охридски, 1988, 142 с.
- Метрика, свободен стих, сонет: Стихознанието преди и сега. София: ИК Аура, 2000, 318 с.[2] (ISBN 954-9776-06-9)

### Съставител, редактор
- Елисавета Багряна: Нови изследвания / Ред. кол. Петър Динеков и др. София: БАН, 1989, 190 с.
- Да отгледаш смисъла: Сб. в чест на Радосвет Коларов / Състав. Рая Кунчева и др. – София: ИЦ Боян Пенев, 2004, 519 с. (БАН. Инст. за лит.; ПУ Паисий Хилендарски; СУ Св. Климент Охридски)
- Память и текст: Когнитивные и культурологичные аспекты. / Състав. Тереса Добжинска, Рая Кунчева. – София: ИЦ Боян Пенев, 2005, 282 с. (БАН. Инст. за лит.; РАЧ.)
- Академик Михаил Арнаудов – ученият и творецът: Сб. с науч. изследвания / Състав. Албена Георгиева и др. София: АИ Проф. Марин Дринов, 2006, 431 с. (БАН. Инст. за лит.; Инст. за фолклор)
- Цветан Тодоров – теоретик и хуманист: Сб. В чест на Цветан Тодоров / Състав. Стоян Атанасов и др. – София: ИЦ Боян Пенев, 2009.
- Човекът в текста: Юбил. сб. в чест на Стоян Атанасов по случай неговата 60-год. / Homme dans le Texte: Melanges offerts a Stoyan Athanassov a l'occasion de son 60-e anniversaire / Състав. Дина Манчева, Рая Кунчева; Ред. кол. Богдан Богданов и др. София: УИ Св. Климент Охридски, 2008, 499 с.
- Words and Images: Iconicity of the Text / Слова и образы: Иконичность текста / Състав. Тереса Добжинска, Рая Кунчева. София: ИЦ Боян Пенев, 2008, 383 с. (БАН. Инст. за лит.; РАЧ.)

### Студии и статии
- Българският осмосричник: Метрика и ритмика. // Лит. мисъл, 1979, № 2, с. 47 – 71.
- Български ямбически размери. // Лит. мисъл, 1980, № 8, с. 15 – 30.
- Хорей и народни размери. // Лит. мисъл, 1982, № 4, с. 59 – 76.
- Стихът на Елисавета Багряна. // Елисавета Багряна на 90 години: [Юбил. сб.]. – Сливен, 1983, с. 79 – 104.
- Стихът на Вазовата „Епопея на забравените“. // Литература, общество, идеи: [Сб.] / Ред. кол. Дочо Леков и др. – София, 1986, с. 247 – 261.
- За метрическите и ритмическите трансформации на народната метрика в българската поезия от II половина на XIX в. // Стих друге половине деветнаестог века: [Сб.]. – Нови Сад, 1987, с. 45 – 62.
- Стих и семантика. // Slowianska metryka porownawcza, III. – Warszawa, 1988, s. 145 – 162.
- Стихът на Елисавета Багряна. // Елисавета Багряна: Нови изследвания: [Сб.] / Ред. кол. Петър Динеков и др. – София, 1989, с. 165 – 181. – (БАН. Инст. за лит.)
- Как работят понятията жанр и стих? // Лит. мисъл, 1990, №10, с. 6 – 11.
- Стихът на Адам Мицкевич в българските преводи. // Slowianska metryka porownawcza, IV. – Warszawa, 1992, s. 207 – 212.
- Стихът на Неофит Бозвели – между средновековната и новата версификация. // Неофит Бозвели и българската литература: [Сб.] / Ред. Георги Димов, Стефана Таринска. – София, 1993, с. 62 – 81.
- Успоредните текстове на сонета: Наблюдения върху българския сонет. // Slowianska metryka porownawcza, V. – Warszawa, 1993, s. 89 – 122.
- Наблюдения върху стиха на Христо Ботев. // Творчеството на Христо Ботев: Теоретич. аспекти. – Пловдив, 1995, с. 60 – 83.
- Общи европейски стихови форми в българската поезия. // Slowianska metryka porownawcza, VI. – Warszawa, 1995, р. 145 – 219.
- Boris Khristov. // Dictionary of Literary Biography, v.181, South Slavic Writers Since World: War 2 / Ed. by Vasa D. Mihailovich – Detroit; Washington; London, 1997, p.114 – 119.
- Съвременното стихознание и епистемологичните възгледи на Карл Попър. // Човек и време: Сб. с изследвания в памет на Сабина Беляева / Състав. и ред. Румяна Дамянова, Елка Трайкова. – София, 1997, с. 19 – 25.
- Яворовият свободен стих. // Лит. мисъл, 1997 – 1998, № 1, с. 77 – 83.
- Елисавета Багряна и свободният стих в българската поезия през 20-те и 30-те години. // Slowianska metryka porownawcza, VII. – Warszawa, 1998, р. 135 – 170.
- „Чистата поезия“ – пресечно понятие на модернизма: Пол Валери и Николай Лилиев. // Езиците на европейската модерност: Български и словашки прочити: [Сб.] / Състав. Христина Балабанова. – София, 2000, с. 92 – 98.
- Типологични и ситуативни значения в мисленето на Цветан Тодоров за другия. // Проблемът за другия: Културно-художествени, антропологически и социално-психологически аспекти / Ред. и състав. Димитър Овчаров и др. – Варна, 2002, с. 97 – 104.
- „Дякон Васил Левски“: Опит за анализ. // Да отгледаш смисъла: Сб. в чест на Радосвет Коларов / Състав. Рая Кунчева и др. – София, 2004, с. 222 – 232.
- Наблюдения върху духовната ситуация на Пол Валери. // Разум и възвишеност: Юбил. сб. в чест на Димитър Аврамов / Състав. Цочо Бояджиев, Божидар Кунчев. – София, 2004, с. 141 – 159.
- The consept of „memory“ according to Augustine: Reflections on book ten of Augustine's confessions. // Память и текст: Когнитивные и культурологичные аспекты. – София, 2005, с. 255 – 281.
- Методологическата позиция на Михаил Арнаудов. Наблюдения върху „Основи на литературната наука". // Академик Михаил Арнаудов – ученият и творецът: Сб. с науч. изследвания / Състав. Албена Георгиева и др. – София, 2006, с. 397 – 415.
- Александър Веселовски и Михаил Арнаудов за генезиса на литературните родове // Славянска филология. Докл. и статии за XIV междунар. конгр. на славистите: Т. 24. – София, 2008, с. 348 – 371.
- Мислене в аспекта на моралната онтология: Наблюдения върху 10-а книга на „Изповеди" на Августин. // Човекът в текста: Юбил. сб. в чест на Стоян Атанасов по случай неговата 60-год. – София, 2008, с. 411 – 433.
- Интерсубектната антропология и философията на диалога: Цветан Тодоров и Мартин Бубер. // Цветан Тодоров – теоретик и хуманист: Сб. в чест на Цветан Тодоров. / Състав. Стоян Атанасов и др. – София, 2009, с. 253 – 284.

## Награди
- Отличник на БАН (1988).